# Кротрам
Кротрам - Конзорцијум трију хрватских компанија, који производи први хрватски нископодни трамвај- ТМК 2200, један од свега пет произвођача нископодних трамваја у Европи. Састоји се од Електроиндустрије Кончар и Гредеља, из Загреба, и Ђуре Ђаковића из Славонског Брода.
Према уговору, склопљеним са градом Загребом, конзорцијум ће до 2007. године Загребачком електричном трамвају (ЗЕТ), градској превозничкој компанији испоручити 70 нископодних трамваја.
На цести се већ налази 35 оваквих трамваја, који су се показали врло поузданима, и одличних перформанси. Осим тога сви имају клима-уређаје, а нископодност омогућује и инвалидима да уђу
у трамвај без ичије помоћи.
Нови трамвај се производи серијски, а већ постоји и инострани интерес за набаву овога високотехнолошког градског возила из Варшаве, Мелбурна, неких француских градова, Софије и Београда, итд.
Битно је напоменити да је трамвај ТМК 2200 преко 70% хрватски производ (укључивши и напредну електронику - рад Кончара), с нагласком на још веће повећање домаћег удела, у наредном периоду.
Трамвај је дугачак 32 метра, може примити 202 особе, а достиже максималну брзину од 70 км/ч.
На њему су први пут у свету примењена нека најсофистификованија решења. Тако кретањем ТМК 2200 управља 43 рачунара, а са спољашње стране више нема класичних ретровизора, које мењају постављене камере. Први пут је примењено и безосовинско подвожје.
Својом ценом, која је нижа од целокупне конкуренције (Сименс, Бомбардијер, Алстом, Татра итд.), трамвај ТМК 2200 је изразито конкурентан производ, па му је у будућности зајамчен успех на тржишту региона, према којем гравитира конзорцијум, али и шире.